# Albrecht Gehse
Albrecht Gehse (* 1955 in Borsdorf bei Leipzig) ist ein deutscher Maler.

## Leben und Karriere

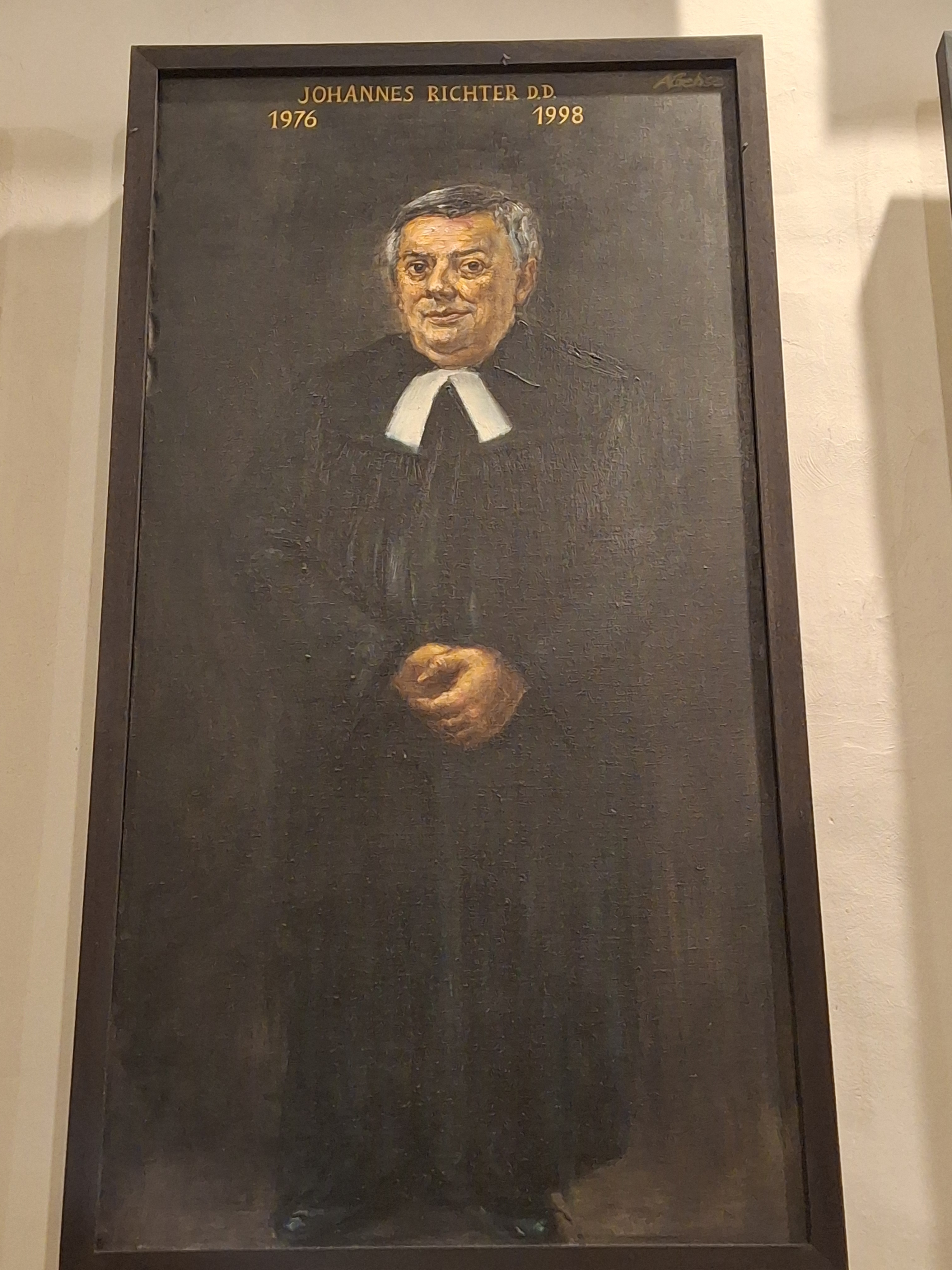
Gehses Gemälde von Johannes Richters in der Thomaskirche Leipzig

Gehse stammt aus einer künstlerischen Familie; sein Großvater ist der Maler Ludwig G’schrey, sein Urgroßvater der Maler Hans Haustein und sein Onkel der Maler Paran G’schrey. Seit 1981 schuf er freischaffend Arbeiten in Leipzig. Er war bis 1990 Mitglied des Verbands Bildender Künstler der DDR und hatte in der DDR mehrere Einzelausstellungen und Ausstellungsbeteiligungen, u. a. 1982/1983 und 1987/1988 an der Kunstausstellung der DDR in Dresden. Von 1984 bis 1986 hielt er sich in Moskau und Sofia auf, wo er arbeitete und auch ausstellte. Von 1987 bis 1990 war er Meisterschüler an der Akademie der Künste der DDR bei Bernhard Heisig und Harry Blume.
Gehse gehört zur Leipziger Schule vor 1990. Seit 1991 lebt er in Berlin-Charlottenburg, sein Atelier hat er auf der Insel Eiswerder. Seit 2003 wird sein Porträt Helmut Kohls in der „Ahnengalerie“ im Bundeskanzleramt gezeigt.